# 최희창
최희창(1975년 6월 13일 ~)은 해태 타이거즈의 전 야구 선수다. 영흥고등학교를 졸업했다. 현재 골프 캐디를 맡고 있다.

## 같이 보기
- 1996년 해태 타이거즈 시즌